# Системний годинник

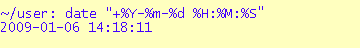
Команда date у UNIX

Систе́мний годи́нник — спеціальний енергонезалежний пристрій, у складі комп'ютера, для відліку часу, котрий працює навіть при вимкненому комп'ютері.
Сучасні комп'ютери використовують годинники реального часу, доступ до яких можливий за допомогою утиліт, або через екран налаштування BIOS, в ході завантаження операційної системи. Системний годинник ініціалізується від апаратного, при завантаженні операційної системи, і далі, системний час, підтримують за допомогою регулярних переривань від таймера. Наприклад, у системі Linux поточний час можна дізнатися в командному рядку за допомогою команди date, а показання апаратного годинника — hwclock. Для встановлення часу за локальною мережею або через Інтернет, може використовуватися протокол NTP. Різні операційні системи можуть встановлювати системний годинник відповідно до місцевого часу. У операційній системі Linux Ubuntu за змовчуванням ідеться про те, що годинник встановлений згідно з UTC — всесвітнім координованим часом, на відміну від Windows, а показання часу в інтерфейсі користувача залежать від обраного часового поясу.
Точність часу залежить від багатьох факторів, таких як: стан акумулятора, типа мікросхеми і т. д. У разі збою живлення дата і час зазвичай встановлюються на рік випуску версії BIOS.